# 立石凛
立石凛（日语：／ Tateishi Rin，2001年7月10日—）是日本女性聲優、播報員，隸屬於響。大阪府出身。血型B型。

## 經歷
- 於2021年2月通過「株式會社S・響・Ace Crew 聯合徵選2020」，與青木陽菜共同加入響。[4]

- 擔任女子職業摔跤團體STARDOM的播報員。[5]

- 2023年4月9日，正式確認飾演《BanG Dream!》旗下樂隊「MyGO!!!!!」的節奏吉他手千早愛音。[6][7]

- 2024年3月25日，於立教大學學士畢業。[8]

## 人物
- 在高中的文化祭上組成了樂隊，擔任主唱。之前有彈奏過木吉他的經驗，但第一次接觸電吉他是在決定加入MyGO!!!!!之後。[9]

## 演出作品
※主要角色以粗體字来顯示。

### 電視動畫

#### 2023年
- BanG Dream! It's MyGO!!!!!（千早愛音[10][11]）

#### 2024年
- 單人房、日照一般、附天使。（女學生）

#### 2025年
- BanG Dream! Ave Mujica（千早愛音）

### 劇場動畫

#### 2024年
- 劇場版 BanG Dream! It's MyGO!!!!!（千早愛音[12]）

### 遊戲
- 突擊莉莉 Bouquet（隊員[3]）
- BanG Dream! 少女樂團派對（千早愛音[13]）

### 朗讀劇
- 「りーでぃんぐ☆ぱーてぃー vol.10」（2021年6月23日－27日[14]）
- 「サトラレ～the reading～」（2021年8月28日、29日[15]）
- 「藍色ノスタルジーVol.4」（2023年11月16日[16]）
- 「美術室に置き去りにされた天使」（2024年3月26日－31日、アザミ[17]）

### 舞台劇
- 「異世界転生したら大恐竜時代でオワタ。」（2023年，アロサウっぴ[18]）

### 廣播節目
※記號表示說明網路廣播。
- MyGO!!!!!の「迷子集会」（2023年－播出中，YouTube）※

### 其他
- 中野の企業の輝く秘密（2023年，東京商工会議所中野支部）[19][20]

#### 2025年
- 温泉少女（别所爱染）

## 音樂唱片分類

### 角色歌
| 發售日  | 商品名 | 演唱者            | 曲名                                                              | 備註                                           |
| 2022年  | 2022年 | 2022年            | 2022年                                                            | 2022年                                         |
| ------- | ------ | ----------------- | ----------------------------------------------------------------- | ---------------------------------------------- |
| 11月9日 | 迷星叫 | MyGO!!!!! MyGO!!! | 「迷星叫」 「名無声」                                             | 《BanG Dream!》相關曲目                        |
| 2023年  |        |                   |                                                                   |                                                |
| 4月12日 | 音一会 | MyGO!!!!! MyGO!!! | 「音一会」 「潜在表明」 「影色舞」                                | 《BanG Dream!》相關曲目                        |
| 8月9日  | 壱雫空 | MyGO!!!!! MyGO!!! | 「壱雫空」                                                        | 電視動畫《BanG Dream! It's MyGO!!!!!》主題曲   |
| 8月9日  | 壱雫空 | MyGO!!!!! MyGO!!! | 「栞」                                                            | 電視動畫《BanG Dream! It's MyGO!!!!!》片尾曲   |
| 8月9日  | 壱雫空 | MyGO!!!!! MyGO!!! | 「焚音打」                                                        | 電視動畫《BanG Dream! It's MyGO!!!!!》相關曲目 |
| 11月1日 | 迷跡波 | MyGO!!!!! MyGO!!! | 「碧天伴走」 「春日影（MyGO!!!!! ver.）」 「詩超絆」 「迷路日々」 | 電視動畫《BanG Dream! It's MyGO!!!!!》劇中曲   |
| 11月1日 | 迷跡波 | MyGO!!!!! MyGO!!! | 「歌いましょう鳴らしましょう」                                    | 遊戲《BanG Dream! 少女樂團派對》相關曲目       |
| 11月1日 | 迷跡波 | MyGO!!!!! MyGO!!! | 「無路矢」                                                        | 《BanG Dream!》相關曲目                        |

## 註記

### 组合成员
1. 1 2  高松燈（羊宮妃那）、千早愛音（立石凜）、要樂奈（青木陽菜）、長崎爽世（小日向美香）、椎名立希（林鼓子）

## 外部連結
- 經紀公司個人資料頁（日語）
- STARDOM選手介紹（日語）
- 立石凛的X（前Twitter）（日語）
- 立石凜的Instagram帳戶（日語）
- allcinema（日語）